# Ventilago elegans
Ventilago elegans är en brakvedsväxtart som beskrevs av William Botting Hemsley. Ventilago elegans ingår i släktet Ventilago och familjen brakvedsväxter. Inga underarter finns listade i Catalogue of Life.